# Gnophos alvandica
Gnophos alvandica là một loài bướm đêm trong họ Geometridae.